# Imperatrice (romanzo)
Imperatrice (Impératrice) è un romanzo del 2003 scritto da Shan Sa.

## Trama
Il libro è la biografia romanzata della vita dell'Imperatrice Wu Zetian.
Nata all'interno della corte imperiale del VII secolo, figlia di un funzionario. Grazie alla sua abilità nelle arti riesce a diventare amante, concubina e infine moglie dell'Imperatore. Dopo la morte del marito riuscirà ad ottenere il governo diventando la prima donna a sedere sul trono cinese. Dopo un periodo di iniziale prosperità seguiranno intrighi e rivolte sociali. In seguito ad uno scandalo verrà infine destituita di tutti i suoi poteri.

## Edizioni
- Shan Sa, Imperatrice, traduzione di A. Cristofori, Bompiani, 2004,  p. 436, ISBN 8845232891.